# 大带齿兽
大帶齒獸屬，一種生存於三疊紀及侏羅紀的小型哺乳動物，長得很像鼩鼱或老鼠的一種合弓綱原始哺乳型爬行動物。
行為
大帶齒獸生活在三疊紀晚期和侏羅紀，長相酷似老鼠，大小如同鼩鼠，行為也類似鼩鼠，是最早的哺乳類之一。它是一種穴居動物，在夜間捕食昆蟲和小型無脊椎動物。